# Coenosia lata
Coenosia lata este o specie de muște din genul Coenosia, familia Muscidae, descrisă de Walker în anul 1853. Conform Catalogue of Life specia Coenosia lata nu are subspecii cunoscute.